# Lima (Buenos Aires)
Pour les articles homonymes, voir Lima (homonymie).
Lima est une ville de la partido de Zárate dans la province de Buenos Aires en Argentine.
Sa population était de 8 375 habitants en 2001.
La centrale nucléaire d'Atucha est située à proximité de la ville.